# Amomum austrosinense
Amomum austrosinense är en enhjärtbladig växtart som beskrevs av Ding Fang. Amomum austrosinense ingår i släktet Amomum och familjen Zingiberaceae. Inga underarter finns listade i Catalogue of Life.